# 陈路 (楚雄)
陈路（1969年10月—），中华人民共和国政治人物、全国脱贫攻坚先进个人。

## 生平
陈路任云南省楚雄彝族自治州大姚县副县长（挂职），中国国际技术智力合作集团有限公司上海经济技术合作有限公司软件中心干部。因在脱贫攻坚战中作出突出贡献，2021年2月25日全国脱贫攻坚总结表彰大会上，陈路被授予“全国脱贫攻坚先进个人”。